# پایگاه نیرو هوایی سانتا کروز
پایگاه نیرو هوایی سانتا کروز (به انگلیسی: Santa Cruz Air Force Base) (به زبان بومی: Base Aérea de Santa Cruz) یک فرودگاه نظامی: پایگاه نیروی هوایی با کد یاتا SNZ است که یک باند فرود آسفالت دارد و طول باند آن ۲۷۳۹ متر است. این فرودگاه در شهر ریو دوژانیرو کشور برزیل قرار دارد و در ارتفاع ۳ متری از سطح دریا واقع شده است.